# Herre, förbarma dig
För andra betydelser, se Herre, förbarma dig (olika betydelser).
Herre, förbarma dig,  är inledningen till flera psalmer med texter av olika författare. Dessa sånger ingår i den kristna högmässans liturgi. Texterna är baserade på Matteusevangeliet 9:27 och Markusevangeliet 10:47-48 och i sångtexterna växlas ofta mellan den svenska texten Kriste, förbarma dig och den grekiska texten Kyrie eleison.

## Publicerade i
- Cantarellen 1984 som nummer 44 efter ortodox liturgi
- Psalmer och Sånger 1987 som nr 767 under rubriken Psaltarpsalmer och andra sånger ur Bibeln
- Psalmer i 90-talet som nr 921 under rubriken Psaltarpsalmer och Cantica
- Psalmer och Sånger 2003 som nr 862 under rubriken Psaltarpsalmer och andra sånger ur Bibeln
- Sång i Guds värld Tillägg till Svensk psalmbok för den evangelisk-lutherska kyrkan i Finland 2015 som nr 863 under rubriken "Gudstjänstlivet".